# カレワラ

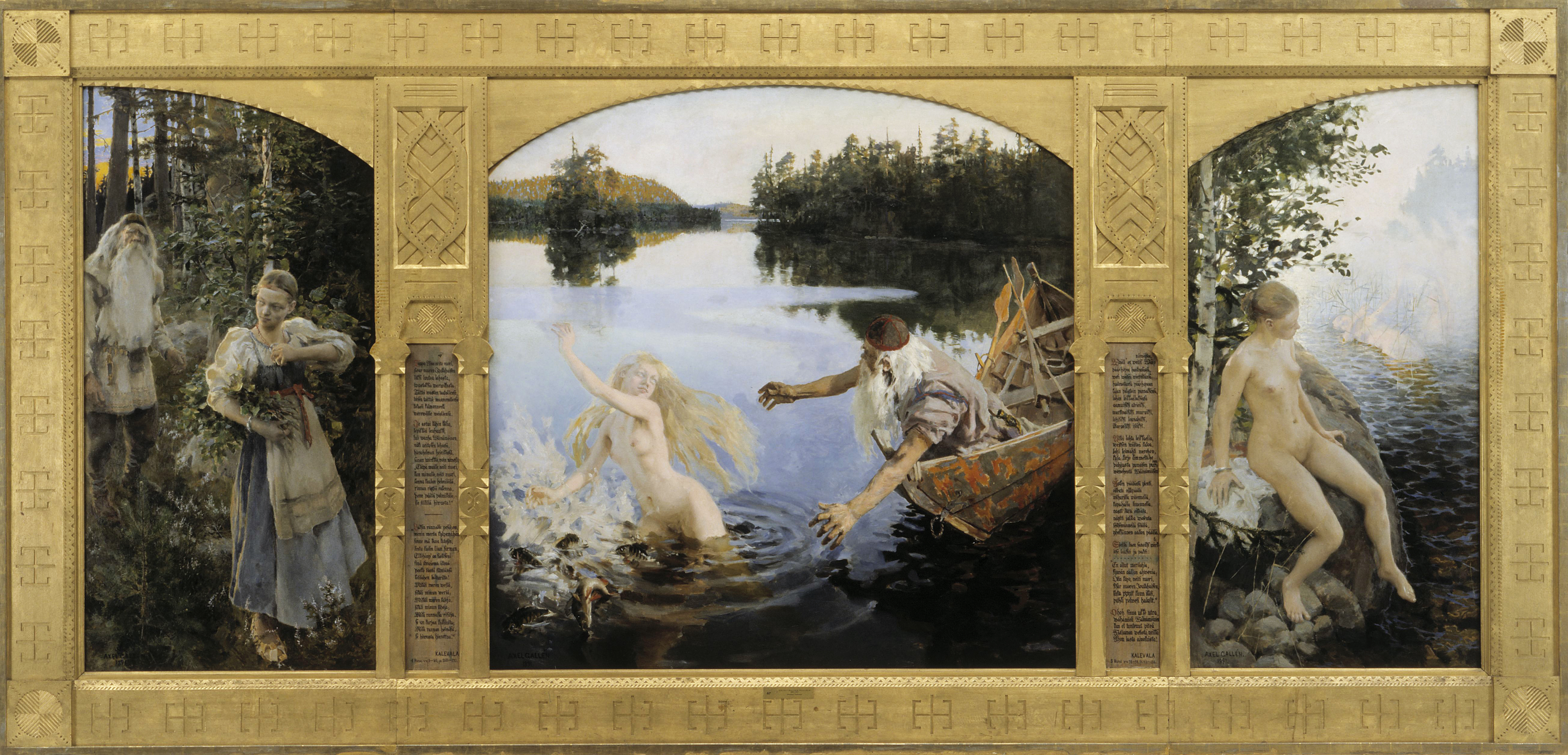
『アイノ』（アクセリ・ガッレン＝カッレラ、1891年） - ワイナミョイネンは乙女アイノに求婚するが、アイノはそれを厭って見知らぬ海辺で溺れ死ぬ

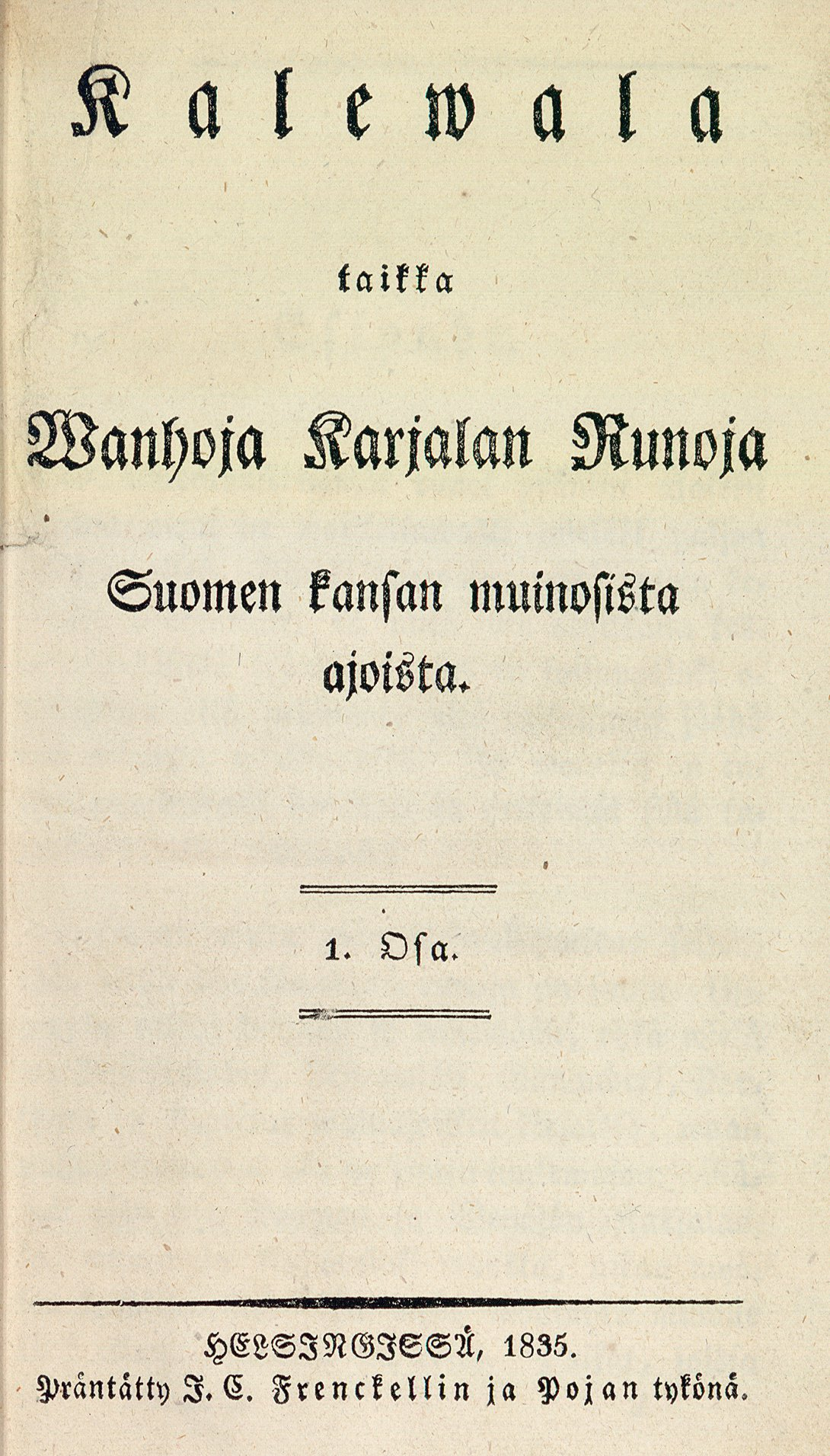

『カレワラ』（Kalevala、カレヴァラ） は、カレリアとフィンランドの民族叙事詩。19世紀に医師エリアス・リョンロート（Elias Lönnrot, 1802年 - 1884年）によって民間説話からまとめられた。フィンランド語の文学のうち最も重要なもののうちの一つで、フィンランドを最終的に1917年のロシア帝国からの独立に導くのに多大な刺激を与えたとされている。名称は「カレワという部族の勇士たちの地」の意。
リョンロートによる『カレワラ』は、1835年に2巻32章からなる叙事詩として出版され、当時の知識人階級に大きな衝撃を与えた。その後、それを増補し、1849年には全50章からなる最終版として出版した。
フィンランドの作曲家、ジャン・シベリウスは『カレワラ』に影響を受けた音楽を多数作曲しているほか、文学、絵画など、フィンランドのさまざまな文芸に影響を与えた。

## 成立の過程
フィンランドに独特の伝説や伝承が多数存在することは17世紀ころから知られ始め、18世紀には多くの研究が行われるようになった。1809年、フィンランドがロシア帝国に編入されたことを契機に民族意識が高まり、民族に特有の伝承が、固有の文化として認識されるようになった。
そうした中、エリアス・リョンロートがこの分野の研究を始めた。まず1827年に『ワイナミョイネン・古代フィン人の神格』という博士論文を発表。その頃から民族詩の採集旅行を行った。何度かの旅行の後、北フィンランドのカヤーニに医師として赴任、そこを本拠地に歌謡の収集を精力的に行った。1833年、アルハンゲリスクのブオッキニエミで大量の歌謡を採集した。これによってサンポにまつわる物語の大部分がそろい、彼はこれにレンミンカイネンの物語と結婚歌謡をまとめ、『ワイナミョイネンの民詩集』として発表した。これは後に「原カレワラ」と呼ばれるようになった。
彼は翌年もその地を訪れて多くの歌謡を収集し、原カレワラを補修改訂して『カレワラ・フィンランド民族太古よりの古代カレリア民詩』を発表（1835年）、これは「古カレワラ」と言われる。彼はその後、調査地域を広げ、ラップランドや南カレリア、イングリアなどからも民詩を採集、それまでのものを見直した。その後内容を増補した『カレワラ』が1849年に発表された（新カレワラ）。これが現在カレワラとして知られているものである。

### リョンロートによる創作
カレワラはフィンランドの伝承に基づくものではあるが、口承そのままではない。リョンロートは、それらの歌謡や民詩を適当に取捨選択しただけでなく、全体がひとつながりの物語となるように配置し、互いの整合性や連続を持たせるように編集したり、名前を変えたり、時には自分で創作した詩句によって埋めたりもしている。カレワラ全体における彼の創作は、一説によれば約5%と言われる。
この点については、やや注意を要する。芸術作品として見る場合、このことはなんら問題ではない。彼の創作した部分も違和感なく全体に収まっているとの評価である。ただし、そのためにストーリー展開に無理が生じている部分もある。たとえば結婚歌謡の部分など、物語としてはイルマリネンが遂に嫁をもらって、それを連れて実家に帰るだけの部分に5章も費やしている。これは民謡を採取保存するという目的には適っているが、物語の展開としてはくどく感じられる。他方、これを神話や伝承として見る場合には、場合によっては本来の意味と異なっている場合が少なくない。そのような観点から、カレワラを民俗誌として読むときには、上記の点に留意しておかねばならない。

## 登場人物
カレワラには実に多くの名前が登場する。なかには一度だけ登場するものもあり、何度もあちこちに顔を出すものもある。人間のように扱われているものもあれば、神、あるいは精霊として扱われるものもある。なお、カレワラでは口調を整える目的もあり、固有名詞に対してお決まりの簡潔な形容が二つ名前のようにつく例が多い。以下、各論において名前の後の「」がそれである。訳は参考にあげた岩波文庫版（小泉訳）による。

### 神的なもの
神として名が出るのはウッコである。
ウッコ
「至高の神」　フィンランド語で ukkonen は「雷」のことで、ウッコは老人の姿をした雷神でもある。
このほかに明確に神として名の出るものはいない。
明らかに人間ではなく、より神に近い存在としては、大気の乙女や水の乙女として時々姿を現す女性たちがある。イルマタルの他にも、例えば鉄の起源の呪文にも3人の乙女がその乳を零したものが鉄となったとの言葉がある。
イルマタル
ワイナミョイネンの母。「大気の乙女」であったが海に降りて彼を生んだ。
悪魔に近い扱いをされているのがヒーシである。
ヒーシ
本来は犠牲を捧げる森のことであったらしいが、次第に人の近寄れない森、恐ろしい場所、と云ったふうに意味が変わり、人に悪さをする存在を意味するようになったようである。

### 人間的なもの
主要な登場者は人間のように描かれながらも超人的な能力をもつ。特に全編を通じて主役格を張るワイナミョイネン、イルマリネン、レンミンカイネンは、人びとの中で人間のように暮らし、嫁を求めたりするが、普通の人のできないことを行い、時には多くの人間を率いて活動する。この範囲では人間の中の英雄と見ることができる。他方で魔法の力などにおいては超人的なものがあるが、この物語の中では一般の人びとも魔法を使うから、特に非人間的特徴と見なすことはできない。
しかし、例えばイルマリネンは天の覆いを打ち出したと言われるように、この三者の業績とされるものには創世に関わるような神の業に近いものが含まれている。これらについては、カレワラを神話と見るか、伝説と見るかで判断が分かれる。前者的な立場で見れば、これらの登場者は神であり、自然現象などの象徴であると見なせる。後者の立場に立てば、これらの人物の多くは人間であり、実在の人物や複数の人物を元に創造されたものと考えられる。実際にはこのどちらであるかは論の分かれるところが多い。

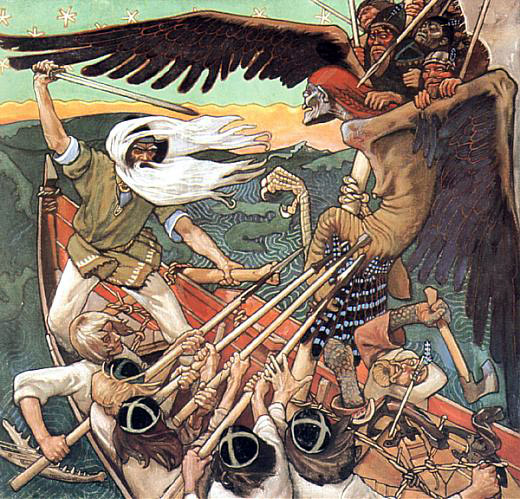
『サンポの防衛』（アクセリ・ガッレン＝カッレラ、1896年） - ポホヨラのサンポを盗み出したワイナミョイネンを襲撃する魔女たちと、それに応戦するワイナミョイネン

ワイナミョイネン [ワイナモイネン、ヴァイナモイネン]（Väinämöinen）：「強固な老ワイナミョイネン」「不滅の賢者」
白い髭を長く伸ばした逞しい老人である。広大な知識と魔法の力を持ち、大胆で判断力にも優れる。多くの伝承や呪文の中で最大の英雄である。また歌の最後に彼の言葉として教訓がつく例が多い。語源的にはワイナは、「深く、静かに流れる川」の意であること、彼が海中で生まれ、大渦巻きに姿を消すことなどから、「水の主」という性格を読み取る向きもある。世界の創造も、元の伝承では彼によるものである。
イルマリネン（Ilmarinen）：「不滅の匠」
鍛冶屋で、壮年。鍛冶屋としては特別な腕をもち、天の覆いを打ち出したと言われる。カレワラの中ではサンポを鍛えた他、ワイナミョイネンなどが必要な道具を彼に作ってもらうシーンが多い。魔法の腕も優れている。しかし、やや軽はずみな面があり、作ったものが役に立たない場合（月日、黄金の花嫁など）もあった。神的性格としてみると、ワイナミョイネンが水の神、イルマリネンは天空の神に当たるとする説もある。
レンミンカイネン（Lemminkäinen）：「かのむら気なレンミンカイネン」「端麗なるカウコミエリ」
若者である。男前で、武術の腕も、魔法の腕も特級、そのうえに女たらし。しかもわがままで身勝手、そのためにあちこちで騒ぎを起こし、災難にも会う。本来の伝承中ではそれほど出番が多いわけでなく、カレワラ中の彼に関する物語は、他の名のもとで伝えられたものを集めたものらしい。
クッレルヴォ（Kullervo）「カレルヴォの息子」「老人の青い靴下の息子」
ウンタモに滅ぼされたカレルヴォ一族の女がウンタモのところで産み落とした男子。飛びきり力に優れるが、まともなことが絶対に出来ない。これは、彼が正しい育て手の下で育てられなかったからである。クッレルヴォの物語は、本来はカレワラのそれ以外の部分とは孤立していたものであるが、彼が殺した主婦をイルマリネンの妻にすることで、リョンロットがカレワラの中にうまく取り込んでしまったものである。また、壊れた刀を親の形見とした部分もリョンロットの創作であり、その結果、クッレルヴォは粗暴で残虐な人物から悲劇の主人公へとその姿を変えている。
彼は力がありすぎるのにそれを使う知恵が育っていない。だから船をこげば櫂受けを壊し、船を壊すし、網打ちをすれば網ごと粉砕する。しかし、これは彼が悪いだけでなく、まわりのものも悪いのが示されている。彼が「力の限り漕いで良いか（網打って良いか）？」と問うのに「力の限りにやれ」と答えているが、これが間違いであるのは、後の章でレンミンカイネンがワイナミョイネンに同様な問いかけをしたとき、ワイナミョイネンは「状況に合わせて力を出せれば十分」と答えているのでわかる。

ヨウカハイネン（Joukahainen）
吟遊詩人にして狩人。アイノの兄。
アイノ（Aino）ワイナミョイネンとの結婚を強いられた娘だがそれを拒み、海に身を投じる。
ロウヒ（Louhi）
ポホヨラの女主人。強大なる魔女。
キュッリッキ（Kyllikki）
レンミンカイネンの妻。誘拐まがいの結婚劇であった。

## 内容

### 第1章：語り始めと天地創造
語り始めの言葉の後に、天地創造が説かれる。大気の娘、イルマタルはある時退屈しのぎに大空から海面に降り、そこで波によって身ごもった。彼女は長らく大きなお腹のままさまよい、その間に彼女の膝に降りたカモの生んだ卵が砕けて天地が造られた。彼女はさらにさまざまな地形を作った後、ワイナミョイネンを産み落とした。彼は産まれたときにすでに年老いていて、海上をさまよった後に陸に上った。
- 天地創造は、元の伝承ではワイナミョイネンが行ったことになっており、イルマタルにそれを移したのはリョンロットが聖母マリアを想定した創作である。

### 第2章：巨大な樫の木と大麦
ワイナミョイネンはサンプサ・ペッレルボイネンに命じて種蒔きを行う。樫だけが育たなかったので四人の乙女と海のトゥルサスの働きで育て直したところ、今度は育ち過ぎて天地を覆い隠すようになった。そこで海の母に願って樫を切り倒すものを呼んだ。やってきた男は最初は小人だったが目の前で大男となり、木を切り倒した。倒れた木は海に落ち、その破片は人々に幸せをもたらすものとなった。
全ての植物は育つようになったが大麦だけは育たなかった。ワイナミョイネンは木を切り倒し、畑を開墾したが、白樺を1本残した。その理由を鷲に問われて「鳥が止まれるように」というと、鷲は火を打ちだし、開墾地を燃やした。そこに麦を蒔くと、麦はよく育った。ワイナミョイネンは郭公によく鳴くように命じた。

### 第3章〜第5章：アイノへの求婚
ワイナミョイネンの名声を聞いて、若者ヨウカハイネンは父母の反対を押し切って出掛け、対決を申し込んだ。ワイナミョイネンは彼を相手にしなかったが、母イルマタルの創造までを自分の技だという彼の大言壮語に腹を立て、魔法の歌で彼を地面に埋めてしまう。ヨウカハイネンは命乞いをし、贈り物を提案するが全て拒否され、最後に妹のアイノを差し出すというと、助けられる。家に帰って報告すると、父母はそれをむしろ喜ぶが、アイノは悲嘆にくれる（第3章）。アイノの前にワイナミョイネンが現れ求婚すると、彼女はこれを拒否し、大いに泣く。父母が慰め、気晴らしに着飾って森に行くように言うと、彼女はそうして海辺に出て、そこで落ちて溺れ、魚になる。ウサギにこのことを父母に伝えるよう願い、ウサギは伝える。母は大いに泣く（第4章）。ワイナミョイネンはこれを聞き、悲しんだ後、その海へ出掛け、釣りを始める。そして不思議な美しい魚を釣り上げる。彼が料理しようとすると魚は海へ逃れた後に自分がアイノであることを告げ、「食べられにきたのではなく、妻になりにきたのに」と伝え、姿を隠す。彼は悲しみ、網を引くが魚は捕まらなかった。ワイナミョイネンは母にどうすればよいか尋ねると、母はポホヨラの娘に求婚するように告げる（第5章）。

### 第6章〜第9章：ポホヨラ往復
ワイナミョイネンはポホヨラへ旅立つ。そこをヨウカハイネンが弓で撃った。3発目が当たり、ワイナミョイネンは海に落ちた（第6章）。ワイナミョイネンは海をただよっていたが、鷲がそれを見つけ、陸まで乗せて飛んだ。そこで泣いているとその声をポホヨラの女主人ロウヒが聞き、彼を家に迎える。ワイナミョイネンは自分の国へ戻る道を尋ねると、ロウヒは「私のためにサンポを作るなら、国へ帰し、うちの娘を嫁にやる」と約束する。ワイナミョイネンはそのためには自分の国に戻り、鍛冶屋のイルマリネンを呼ばねばならないと言って、国へ帰してもらう（第7章）。ワイナミョイネンが帰国の途中、道の頭上にポホヨラの乙女が現れる。彼は彼女に求愛すると、彼女は3つの難題を課す。2つまではやすやすとやり遂げたものの、3つ目の船の建造の最中に斧がそれて彼の膝を大きく傷つけた。彼は血止めの処置をするが十分にできず、橇で村に向かい、助力を願う（第8章）。村の男は血止めの呪文のために必要な「鉄の起源」が分からないというので、ワイナミョイネンはそれを語って聞かせ、それによって軟膏は完成し、傷が治る（第9章）。

### 第10章：サンポの鋳造
ワイナミョイネンはカレワラの荒れ地に巨大な木を歌い出した。その枝先に太陽や月を引っ掻けた。そうして鍛冶屋のイルマリネンの元へ行き、ポホヨラにサンポを作りに行くよう願うが、拒否される。そこで枝に太陽や月の掛かった木があると行って呼び寄せ、彼を木に登らせ、それから大風を吹かせてその木ごと彼をポホヨラへと送り出した。ロウヒは彼が到着するや娘たちに着飾らせ、彼に「サンポができたら娘を嫁に」というので、彼も承知して鍛冶場作りから始め、とうとうサンポを作り上げた。ロウヒは大いに喜び、これを山の奥深くに隠した。イルマリネンは娘を要求するが、娘が拒否、彼は悲嘆に暮れて帰国する。

### 第11章〜第14章：レンミンカイネンの求婚旅行
レンミンカイネンは男前で有能な青年だったが、血の気が多く、女癖が悪かった。彼はサーリに求婚しに出掛ける。そこでは彼は笑い者であったが、次第に娘たちを籠絡し、すべての女に手をつけた。名家の娘キュッリッキは彼になびかなかった。彼は彼女をさらい、彼女に結婚を承諾させる。ただし、彼は今後戦に出かけないこと、彼女は村へ遊びに出ないことを約束した（第11章）。2人は約束を守って暮らしたが、ある時彼女が約束を破り、腹を立てたレンミンカイネンはポホヨラへ戦に出掛けようとする。母や妻が止めるのを押し切って出掛け、ポホヨラに着くと、すべての男たちに呪いをかけてしまう。ただし盲目の老人一人は「おまえは既に哀れなものだ」と言って呪いをかけなかった（第12章）。そこでレンミンカイネンは娘をよこすように言った。ポホヨラの女主人は最初にヒーシの鹿を狩ることを課題とした。レンミンカイネンはスキーの名工にスキーを作らせ狩りに出るが失敗する（第13章）。彼は改めて狩りの呪文を唱え、ついに鹿を捕らえる。女主人は次にトゥオネラの白鳥を撃ってくるように求める。彼が獲物をねらっていると、かつて彼が呪わなかった老人が彼を毒矢で撃った。レンミンカイネンは川に落ちて死んだ（第14章）。

### 第15章：レンミンカイネンの再生
レンミンカイネンの母は彼の死を察し、ポホヨラへ走り、彼の行方を訪ねた。女主人は何度かごまかそうとするが、詰問されて答える。母は彼の行方を尋ね回り、やがて彼が川に落ちたことを知る。彼女はイルマリネンに頼んで熊手を作らせ、それで川底を漁り、息子の破片を集め、つなぎあわせて元の姿とした。しかし、彼はものも言わなかったので、特に軟膏を作り、ようやく彼は元に戻った。彼と母は自国に戻った。

### 第16章〜第17章：ワイナミョイネンの船造り
ワイナミョイネンは船を造ろうとする。ペッレルボイネンが彼のために木を探す。それを以て船を造ったが、水に漕ぎ出す呪文が分からない。彼はそれを求めてマナラの太古の館（死後の世界）へ向かい、言葉を求めるが得られなかった。彼の帰還を邪魔するもの達を、魔法で眠らせたり、姿を変えたりして逃れ、帰国する（第16章）。彼は次に巨人のビプネンから言葉を聞き出そうと考え、イルマリネンに鉄の防具を作らせ、ビプネンの口の中に侵入した。ワイナミョイネンは船を造って彼の腸内を探り回り、やがて腹の中に鍛冶場を作り、大いに働いた。ビプネンはこれに驚き、多くの呪文で彼を排除しようとする。しかしワイナミョイネンが逃げ出さないので、あきらめて彼に多くの言葉を教え、彼はビプネンの口を出る（第17章）。

### 第18章：イルマリネンの求婚
ワイナミョイネンはポホヨラの娘に求婚するために船を出した。それを知ったイルマリネンの妹アンニッキは兄にそれを伝えた。イルマリネンはあわてて身支度をし、橇で彼を追った。両者は力づくで娘を奪うことはしないと約束し、ポホヨラへ向かった。ポホヨラの女主人はやってくるのが求婚者2人と知ると、娘にどっちを選ぶか尋ね、娘は若いイルマリネンの方がいいと答える。最初にワイナミョイネンが到着し、求婚するが、娘は拒否する（第18章）。

### 第19章：イルマリネンと課題
イルマリネンは女主人に娘を求めると、彼女はその前に蝮の畑を耕して来るように求める。彼は娘のところに行って相談すると、娘は金の鋤と銀の鋤を鍛えるよう教える。彼はこれを作り上げ、畑を耕した。次にトゥオニの熊とマナラの狼をつないで来ることを求められる。娘に相談し、鋼の轡と鉄の馬ろくを作るよう教えられ、これをやり遂げる。さらにトゥオネラの川から川カマスを取って来ることを求められ、娘に鷲を作ってそれにやらせるよう教えられる。彼は鷲を作り出し、鷲はカマスを食い殺す。ずたずたのカマスに文句がつくが、彼は改めて娘を求めた。ついに女主人はこれを認め、手打ちの歌を歌う。ワイナミョイネンは自分が老齢であることを認め、今後は老人が若い娘をもらわぬよう戒めた。

### 第20章〜第25章：イルマリネンの婚礼
婚礼の準備に巨大な牛が殺され、ビールが作られる。お客が招待されるが、レンミンカイネンは招待されなかった（第20章）。婚礼が始まる。歌い手としてワイナミョイネンが大いに歌う（第21章）。宴は盛り上がり、いよいよ花嫁が花婿に引き渡される。花嫁は生まれ育った場所から引き離されることを嘆く。家政婦が彼女がいなくなること、これからの苦労を悲しむ歌を歌う。子供が激励の歌を歌う（第22章）。花嫁の心掛けを説く言葉が告げられる。老婆は自分の過去を振り返り、その苦労などを語る（第23章）。婿に対しても心掛けが説かれ、嫁を大事にするように告げられる。そして花嫁の決別の歌が歌われ、いよいよイルマリネンは花嫁を橇に迎える。橇はイルマリネンの家に向かった（第24章）。実家では橇を待ち構え、花婿の帰還と花嫁の到着を歓迎する。歓迎の宴が行われ、出席者が次々に讃えられる。それからワイナミョイネンは橇に乗って故郷に向かうが、橇が壊れたので、トゥオネラの錐を手にいれるためにトゥオネラに赴き、帰還した（第25章）。
- この部分は、結婚に関する祭礼などの歌を集めたものである。導入などにリョンロットの創作した部分がある。

### 第26章〜第27章：レンミンカイネンのポホヨラ行
レンミンカイネンは自分が招待されない婚礼があったことを知る。すぐに畑をなげうち、着飾って呼ばれぬ宴会に行くことを決意する。母や妻が押し止どめるが聞かない。母はその行路に三つの死があると、また到着した地で三つの死があると言い聞かせる。しかし彼は武具を身につけ、出掛けた。予告どおりの危機をすべて脱して、彼は宴会に向かった（26章）。彼は宴会に押し入り、そこで主人と魔法比べをする。さらに主人との決闘に勝ち、彼を殺す。女主人は怒って武者を多数呼び出し、彼を囲んだ（27章）。

### 第28章〜第29章：レンミンカイネンの逃走
レンミンカイネンは家を逃げ出し、鷲に姿を変えた。ポホヨラの主人は鷹になって追う。レンミンカイネンは自分の家に逃げ込んだ。母に聞かれて自分が主人を殺して追われていることを伝えた。母は、彼が二度と戦に出ないという誓いを立てさせた後、海原の小島に隠れるよう勧める（第28章）。レンミンカイネンは食料を船に積んで出発する。島には乙女がいたので、彼が尋ねると、隠れるのはいいが開墾する場所はないと答える。彼は魔法の歌を歌って皆に御馳走を振るまって気に入られ、村中の女に手をつけた。ただ一人、醜い娘だけを相手にしなかった。レンミンカイネンは旅に出る気になって船出の用意をしていると、彼女が現れ、自分を相手にしなければ座礁させる旨を告げる。それを無視して、ふと気が付けば、村中の男たちが彼を殺す準備をしていた。レンミンカイネンは逃げようとしたが、既に船は焼かれていた。あわてて魔法で船を作り出し、旅立った。娘たちは泣いて見送った。レンミンカイネンは故郷に帰った。彼が故郷に帰って見ると、家がなくなっていた。ポホヨラの主人に攻撃された後であった。しかし、幸い母は無事で近くに小さな家を建てていた。彼は大いに喜んだ（第29章）。

### 第30章：レンミンカイネンとティエラ
レンミンカイネンは復讐のために戦に出ることを決める。そこで友人のティエラを誘うことにした。彼の家族は反対したが、彼はレンミンカイネンとともに出発した。船を進めると、ポホヨラの主人は魔法で氷を張らせ、船は壊れる。彼らは魔法で馬を出し、進行する。しかし、寒さのために進めない。

### 第31章〜第33章：クッレルヴォの誕生と成長
ウンタモとカレルヴォはちょっとしたことからいがみ合うようになり、ついにウンタモはカレルヴォとその一党を滅ぼし、一人の女をつれ去った。その女が生んだのがクッレルヴォであった。彼は非常に力強く成長した。父の殺害を強く恨みに思っていることを知ったウンタモは、彼を殺すことを試みたが、水に浸けても火で焼いても死ななかった。そこで彼を奴隷の子として育てた。しかし彼はどんな仕事もこなせず、子守をさせれば子供を殺し、開墾をさせれば畑も材木も壊れた。ウンタモは彼をイルマリネンのところへ売り払った（第31章）。クッレルヴォは牧童をすることになった。主婦は家畜を送り出す歌を歌った（第32章）。昼になり飯を食おうとすると、パンの中に石が入っていて父の形見の小刀を折ってしまう。彼は怒り、牛を殺し、熊と狼を牛に歌い変え、それを連れて戻った。主婦は牛の世話をしようとして熊と狼に襲われて死んだ（第33章）。

### 第34章〜第35章：クッレルヴォの帰還
クッレルヴォはすぐさまイルマリネンの家から逃走し、荒野を放浪した。ところが、ここで通りかかった人から両親が健在であることを聞かされ、そのもとへと向かった。母親は喜び、家族の消息を説明し、妹が行方不明であると知らせる（第34章）。彼は両親の元で働いたが、やはりうまくこなせず、舟をこげば櫂受けを壊し、網打ちをすれば網ごと粉砕した。そこで旅には慣れているだろうと税金を納めに行くことになった。その帰り、彼はとある娘を橇に誘い、一夜を共にした。翌朝、互いの名乗りをしてみると、彼女は行方不明の妹だった。彼女は川に身を投げて自殺した。彼は自殺しようとするが、母が止めた。彼は考え直し、ウンタモ一族を滅ぼす決意をする（第35章）。

### 第36章：クッレルヴォの最期
クッレルヴォは出征の準備をする。彼は皆に別れの挨拶をするが、母親以外はさほど悲しまない。彼が出発すると、追いかけて使者がきて、家族全員の死を順に知らせる。彼は突き放して答えるが、母に対してだけは大いに嘆く。彼はウンタモ一族を滅ぼし家を焼き、故郷に帰った。そこには空き家だけがあった。彼は泣いた。それから食料を探しに森に入って、気が付くと、そこは妹が死んだ場所だった。彼は刀で胸を突いて自殺した。それを聞いたワイナミョイネンは後世に向け、子供の育て方を誤らないようにと語った。

### 第37章：黄金の花嫁
イルマリネンは、妻の死を大いに悲しみ、3ヶ月間泣き明かした後、金と銀で花嫁を作ることを思いつく。3度目に彼は黄金の花嫁を作り出したが、彼女は動くことも話すこともなく、抱いて寝ると冷たかった。彼はこれをワイナミョイネンに送ることにし、運んで行ったが、ワイナミョイネンはこれを拒否した。

### 第38章：イルマリネン2度目の求婚旅行
イルマリネンは再びポホヨラに向かい、娘を求めた。女主人は娘の死を聞いて怒り、二度と娘はやらないと告げた。彼は娘に直接に願ったが拒否され、とうとう娘をさらって家を飛び出した。娘は怒り、悲しみ、許しをこうたが彼は聞かず、ある村に飛び込んだ時、彼は疲れて寝てしまった。目を覚ますと、娘は他の男と楽しんでいた。イルマリネンは怒り悲しみ、娘を鴎に歌い変えた。
イルマリネンは自分の国へ帰ると、ワイナミョイネンに出会い、ワイナミョイネンは彼にポホヨラの暮らしはどうだったかを訪ねた。彼は「向こうにはサンポがあるから幸せに暮らしている」と告げた。

### 第39章：サンポ奪回へ
ワイナミョイネンはイルマリネンにサンポ奪回を持ちかける。イルマリネンはワイナミョイネンに刀を作る。自分のためには鎧を作った。彼らは木の船を見つけ、船の願いに沿って、漕ぎ手として若者と乙女、それに老人の集団を出した。若者と乙女は力弱く、老人は少しましだったが船足は遅く、ついにイルマリネンが漕いだ。レンミンカイネンはこの船を見つけ、目的を聞くとこれに参加することを求め、船に乗り込んだ。

### 第40章〜第41章：カンテレ
船は巨大なカマスの背に座礁し、レンミンカイネンはこれを倒そうとして海に落ち、イルマリネンは切りつけたが刀を折った。ワイナミョイネンは刀でカマスを殺した。皆で料理して食った後、ワイナミョイネンは残りの骨からカンテレを作った。弾こうとしたがだれにも弾けなかった。ワイナミョイネンはポホヨラには弾けるものがいるかもしれないと、これをポホヨラに送った。その地では多くの人が弾けたが、その音は喜ばしくなかった。楽器は再び作り手に戻された（第40章）。ワイナミョイネンはカンテレを演奏した。すべての動物がこれを聞きに集まった。妖精たちも聞き惚れた。聞いた人間はすべて涙を流した。ワイナミョイネン自らも涙を流した。その涙は海に沈んで真珠となった（第41章）。

### 第42章：サンポ奪回
イルマリネンは先頭の櫂、レンミンカイネンは後尾の櫂に、そしてワイナミョイネンは船尾に座り、船は進んだ。ポホヨラにつき、女主人のもとへ向かい、サンポを分けるように求めた。彼女はこれを拒否。彼は、ならばすべて持ち帰ると言ったので、女主人は立腹し、ポホヨラの全員を呼び出し、彼らは武装して集まった。ワイナミョイネンはカンテレを演奏し、彼らは全員よい気持ちになり、眠り込んだ。ワイナミョイネンはサンポをしまった扉を開き、運び出そうとしたが動かなかったので、牛を連れてきて引かせ、ようやく運び出し、船に乗せた。レンミンカイネンは漕ぎながら歌うと言い出し、再三止めたがついに歌い出した。その声でポホヨラのものたちは目を覚まし、盗まれたことを知って怒った。まずもやを歌い出し、ワイナミョイネンの足止めをした。彼はこれを払うと、さらに進んだ。今度は海からイク・トゥルソが現れたが、ワイナミョイネンにしかられて姿を消した。次は大風が吹き、カンテレは飛ばされた。ワイナミョイネンは悲しんだが船を強化してさらに進んだ。

### 第43章：サンポ戦争
女主人は軍勢を仕立て、戦船を進撃させた。ワイナミョイネンはこれを見つけ、暗礁を歌い出して船を粉々にした。彼らは全員眠り込んだ。武器を爪に変え、板をつなげて翼とし、鷲のような姿で飛び始めた。そして船に近づき、サンポを奪おうとした。レンミンカイネンは切り付けたが効果がない。ワイナミョイネンは舵を海から引きだし、殴りつけた。鳥の姿のものは海に落ちたが、爪が引っ掛かったのでサンポも海に落ち、破片となった。サンポの破片は各地にたどり着き、それぞれの地を富ませた。
ロウヒは復讐のために熊を送り、霰を降らせるというが、ワイナミョイネンはそれに対抗できる旨を答え、女主人は泣く泣くあきらめた。ポホヨラにはサンポの破片はほとんど来ず、ラップはパンの無い生活をすることになった。ワイナミョイネンは陸に着くと、サンポの破片を見つけ、それを以て土地が繁栄するように呪文を唱えた。

### 第44章：新たなカンテレ
平和になったことからワイナミョイネンはカンテレを弾きたくなり、イルマリネンに鉄の熊手を作らせ、カンテレを探したが見つからない。彼が草原に行くと白樺が泣いていた。理由を聞くと、切られ、削られるのが怖くてならないと言う。そこで彼は皆の喜びになるのだと木を慰め、その木で新しいカンテレを作った。彼はそれを演奏し、皆それを聞いて感動した。

### 第45章〜第46章：復讐
カレワが繁栄していることを聞いたロウヒは妬み、疫病を送った。ワイナミョイネンはそれを救いに出掛け、呪文や軟膏でそれを払った（第45章）。
カレワが救われたと聞いたロウヒは、今度は熊を送り付けた。ワイナミョイネンはイルマリネンに槍を作らせ、熊を捕らえ、礼を尽くして解体した（第46章）。
- この章は熊祭の祭礼や歌を物語に取り込むために、ロウヒがそれを送り込んだことにしたものである。

### 第47章〜第49章：月と太陽の幽閉
ワイナミョイネンがカンテレを演奏すると、月や太陽まで近寄って聞き惚れた。ロウヒはそこで月と太陽を捕まえ、ポホヨラにつれ去り、鋼の山の中に幽閉し、さらに火を奪った。世界中が闇に包まれ、至高の神ウッコまでが憂鬱になった。ウッコは月と太陽を探したが見つからず、新たに火を作り、それを大気の娘が落としてしまう。ワイナミョイネンとイルマリネンはその火を探しに向かい、大気の娘に会い、火はあちこちを焼いた後、魚に飲まれたことを告げる。2人は網を作り、魚を探すが捕まらない（第47章）。
ワイナミョイネンは亜麻で網を作る。それでも魚は捕まらず、彼らはとても大きな網を作り、ついに目的の魚を捕まえた。取り出した火はワイナミョイネンにやけどを負わせた。火はその後周辺を焼いたが、やがて収まり、皆の家を暖めることになった。イルマリネンはやけどの軟膏を作った（第48章）。
人々はイルマリネンに求め、彼は新しい月と太陽を作った。しかし作ったものは輝かなかった。ワイナミョイネンは占いによって月と太陽の行方を知り、ポホヨラに向かった。彼はその家に入り、月と太陽の行方を尋ね、その解放を迫った。しかし聞き入れられなかったので、戦って彼らを倒した。彼は隠し扉を見つけ、しかし開くことができなかった。彼はイルマリネンに扉を開く道具の作成を依頼した。ロウヒは鳥の姿で鍛冶屋を訪ね、何を作っているかと尋ねた。彼は「ポホヨラの老婆の首輪だ」と答えたのを聞いて、彼女はついにあきらめ、太陽と月を解放した。ワイナミョイネンは月と太陽にあいさつし、これからも変わらぬことを求める（第49章）。

### 第50章：ワイナミョイネンの出立と結びの言葉
マリヤッタなる少女が処女懐胎して子供を産んだ。その子をどうするかの判断を求められたワイナミョイネンは彼を殺す判断をするが、その子になじられる。皆はその子を祝福し、ワイナミョイネンは旅立つ決意をする。海の彼方に旅立つところで物語は終結し、最後に物語の語りはじめに呼応する形で締めの言葉が語られる。
- この子供はキリストを意味し、キリスト教の拡大によってフィンランドの土着信仰が押しやられた経緯を示すものとされる。『原カレワラ』においては渦巻にのまれてワイナミョイネンが姿を消す物語となっていたが、水平線の彼方に姿を消すという、生存の可能性を残す形にあらためられたものである。

## 受容と影響
リョンロートが「古カレワラ」を1835年に発行した際、その発行部数はわずか500部であった。しかも、その500部を売り切るのに、12年もの時間を要した。また、フィンランドの知識人たちからの反応も、否定的なものが相次いだ。
一方で、フィンランド文学協会はリョンロートの研究や『カレワラ』の翻訳を助成、1841年のフィンランド語版を皮切りに、フランス語版、ドイツ語版が出版された。ドイツの思想家ヘルデルは、叙事詩を持つということはフィンランドには文化があり、国民としての資格を持つとして、『カレワラ』を評価した。
これら国外からの評価とあわせて、1843年には学校教育でフィンランド語が採用され、教科書として『カレワラ』が用いられるようになったことが、その受容を促した。学校では教育用に簡略化された『カレワラ』が用いられ、リョンロートものちに短篇の『カレワラ』を著している。
その後『カレワラ』を契機として、カレリアニズムと呼ばれる芸術運動が起こる。それらの『カレワラ』に材をとった作品とともに、『カレワラ』は国外に広く知られるようになった。
第二次世界大戦期には戦争のプロパガンダに利用されるなどの曲折をへて、現在でもフィンランドでは企業や店舗に『カレワラ』に由来する名前が広く見られるなど、民衆の生活に深く根付いている。また、『カレワラ』は50ヵ国語以上に翻訳され、最もよく知られたフィンランド文学の一つとなっている。

### 音楽作品
フィンランドの作曲家ジャン・シベリウスは下記に挙げる通り、『カレワラ』を題材とした音楽作品を多数作曲している。
- クレルヴォ交響曲（バリトン独唱と合唱入りの交響曲）
- レンミンカイネン組曲（4曲からなる組曲または連作交響詩）
  - トゥオネラの白鳥（上記の第3曲）
- ポホヨラの娘（交響詩）
- ルオンノタル（ソプラノ独唱入りの交響詩）
- レンミンカイネンの歌（男声合唱と管弦楽）
- 火の起源（バリトン独唱、男声合唱と管弦楽）
- 組曲『キュッリッキ』（ピアノ独奏）
- ワイナミョイネンの歌（混声合唱と管弦楽）

シベリウスによる作品の他には、同じくフィンランドの作曲家であるロベルト・カヤヌスの交響詩『アイノ』が挙げられる。また、フィンランドのヘヴィメタルバンド、アモルフィスは、2ndアルバム『テイルズ・フロム・ザ・サウザンド・レイクス』に収録されている楽曲群をはじめ、『カレワラ』を題材とした楽曲を多数発表している。

### 文学作品
『カレワラ』は叙事詩であるが、フィンランドでは物語としての『カレワラ』も広く親しまれている。フィンランド文学の父アレクシス・キヴィは『カレワラ』の英雄クッレルヴォの悲劇を描いた戯曲『クッレルヴォ』を著した。ユハニ・アホの小説や戯曲にも、『カレワラ』に材をとったものが見られる。また、詩人エイノ・レイノの作風にも『カレワラ』の影響が見られる。
『カレワラ』は他の国々の文学にも影響を与えた。1855年にアメリカ合衆国の詩人ヘンリー・ワズワース・ロングフェローが叙事詩『ハイアワサの歌』を発表したが、『カレワラ』の影響を受けているという。
フィンランドの隣国エストニアでは、『カレワラ』に触発され、フリードリヒ・レインホルト・クロイツヴァルトが民族叙事詩『カレヴィポエク』（1857-1861年発行）を著した。『カレヴィポエク』はエストニアの伝承を基にしているが、一方で『カレワラ』を参考にしたとみられる部分があるという。
また『カレワラ』や『カレヴィポエク』の影響を受け、エストニアの隣国ラトビアでも民族叙事詩『ラーツィプレイシス』（邦題: 『勇士ラチプレシス』、1888年発行）が書かれた。
『指輪物語』で知られるJ・R・R・トールキンもまた、1911年にウィリアム・フォーセル・カービー英訳版の『カレワラ』を読んでいたことが知られており、クッレルヴォを題材に『クレルヴォ物語』（邦題: 『トールキンのクレルヴォ物語』、刊行は没後）を著したほか、『シルマリルの物語』の登場人物トゥーリン・トゥランバールにもクッレルヴォの影響がみられるという。

### 美術
『カレワラ』を描いた絵画で最も有名なものとしてアクセリ・ガッレン＝カッレラの一連の作品（上掲『アイノ』参照）があげられる。また、1890年のパリ万博では、フィンランド館の天井に『カレワラ』を題材としたフレスコ画が描かれ、耳目を集めた。

### 映画
『魔法の水車・サンポ』は、1958年に制作されたソ連とフィンランドの合作映画。『カレワラ』を題材とした特撮ファンタジー映画。カラー、ワイド、ステレオ。
日本では1962年6月1日に公開された。日本語版は本多猪四郎が監修を務めており、声優の吹き替えを演出している。本作品について本多は、新しい技術が考案されているわけではないが、自身の知る技術と遜色なく成功しており、特に赤外線フィルムの撮影についてよく研究されていると評している。

#### スタッフ
参照
- 製作 - A・ステエフハンスキー、G・グズネツォフ
- シナリオ - B・ヴィトコヴィチ、G・ヤグドフェリド
- 演出 - アレクサンドラ・プトゥシコ
- 撮影 - G・シェカウイイ、B・ヤクウシェフ
- 監督 - X・ハリヴィルタ、ベ・エフゲネフ、A・ワニチキン
- 美術 - L・ミリナン
- 作曲 - イーゴリ・モロゾフ
- 特殊撮影 - A・レンコフ、L・ロフグヴィロ
- 特殊美術 - Z・マリヤコワ

### 天文学
フィンランドの天文学者ユルィヨ・バイサラとリイシ・オテルマは、自身が発見した複数の小惑星に、『カレワラ』およびその登場人物、土地の名前をつけている。